# Municipio de Crane Creek (Dakota del Norte)
El municipio de Crane Creek (en inglés: Crane Creek Township) es un municipio ubicado en el condado de Mountrail en el estado estadounidense de Dakota del Norte. En el año 2010 tenía una población de 84 habitantes y una densidad poblacional de 0,9 personas por km².

## Geografía
El municipio de Crane Creek se encuentra ubicado en las coordenadas 48°4′28″N 102°22′49″O / 48.07444, -102.38028. Según la Oficina del Censo de los Estados Unidos, el municipio tiene una superficie total de 93.19 km², de la cual 92,47 km² corresponden a tierra firme y (0,77 %) 0,72 km² es agua.

## Demografía
Según el censo de 2010, había 84 personas residiendo en el municipio de Crane Creek. La densidad de población era de 0,9 hab./km². De los 84 habitantes, el municipio de Crane Creek estaba compuesto por el 100 % blancos. Del total de la población el 0 % eran hispanos o latinos de cualquier raza.